# Charles van der Does
Charles van der Does   (Amsterdam, 6 de març de 1817 - la Haia, 30 de gener de 1878), esmentat de vegades com a Carel van der Does, va ser un músic neerlandès.
Fou un distingit pianista i restà al servei del rei dels Països Baixos. A més de diverses composicions, va escriure set òperes còmiques.